# Даміан (Самардзіс)
Архієпископ Даміан (грец. Αρχιεπίσκοπος Δαμιανός, в миру Дімітріос Георгіу Самардзис грец. Δημήτριος Γεωργίου Σαμαρτζής; 4 квітня 1935, Афіни, Греція) — ієрарх Православної церкви Єрусалиму, предстоятель автономної Православної церкви гори Синай з титулом Архієпископ Синайський, Фаранський і Раіфський.

## Біографія
Навчався на Богословському факультеті Афінського університету, який закінчив у 1959 році. Під час навчання відвідував лекції з медицини.
Проходив службу в грецькій армії, а після її закінчення в 1961 році був прийнятий послушником у монастир Святої Катерини на Синаї. У 1962 році архієпископом Синайським Порфирієм був висвячений у ієродиякона, а в 1965 році — у сан ієромонаха.
З 1970 по 1971 роки в складі православної місії перебував у Східній Африці.
Пізніше був секретарем собору старців монастиря, викладав у монастирській школі «Абетіон» в Каїрі. Ним була відкрита клініка для медичної допомоги бедуїнів.

### Служіння предстоятеля
У 1973 році обраний архієпископом Синайським. Патріарх Єрусалимський Венедикт I звершив 23 грудня 1973 року Архієрейську хіротонію архімандрита єпископа Даміана і зведення його в сан архієпископа.
Неодноразово відвідував з мирними візитами Російську православну церкву (1987 році відбувся його візит до Москви, а пізніше — в Київ).
Однією з його основних завдань на посаді архієпископа Синайського — зробити доступним для широких кіл наукової громадськості багату спадщину обителі: у грудні 2001 року в монастирях Синайськіої архієпископії ним були організовані урочистості на честь 3300-річчя Закону Мойсея і 2000-річчя християнства, які вшанували своєю присутністю Константинопольський і Олександрійський патріархи; проходить робота по цифровій обробці стародавніх рукописів монастирської бібліотеки, видання каталогів монастирських старожитностей та ін.